# Parque José Celestino Mutis
El parque José Celestino Mutis de Sevilla, nombrado así en memoria del botánico, sacerdote, matemático, médico y docente gaditano José Celestino Mutis, es un parque urbano con un gran interés botánico y didáctico con 40 927 m² de superficie.
Se encuentra situado entre los barrios de la Oliva, Paz y Amistad, Tiro de Línea-Santa Genoveva, y las vías del ferrocarril Sevilla-Cádiz.

## Historia
En 1975 surge la idea de crear un parque de este tipo en Sevilla. En 1986 se constituye la Asociación de Amigos de los Jardines de La Oliva con ese y otros fines. En 1994 propusieron cercar la zona y que la misma asociación realizara el parque con sus plantones y semillas, con financiación pública y colaboración del Ayuntamiento. La zona escogida era un paraje convertido en vertedero cerca de la avenida de García Morato.
Las especies fueron seleccionadas por la Empresa Pública del Suelo de Andalucía (EPSA), donde trabajaba el ingeniero agrícola Alberto García Camarasa, que había colaborado en la jardinería de la Expo 92, y por los técnicos del Área de Parques y Jardines del Ayuntamiento.
Las obras comenzaron a comienzos de 1995 pero se retrasaron un poco debido a que en la zona había un chabolista, que debió ser realojado. Además, en marzo de 1996 la asociación protestó porque se había escogido un cerramiento un «endeble» para el parque. En septiembre de ese mismo año, la asociación alegó que había defectos y ausencias en el equipamiento y en el mobiliario del parque.
Finalmente, fue inaugurado el 16 de junio de 1997 por la entonces alcalde, Soledad Becerril. EPSA había invertido en el parque unos 150 millones de pesetas.
En 1993 se inauguró un parque botánico con un nombre similar en Huelva.

## El recinto
Los casi 41 000 m² del parque se encuentran repartidos en diferentes zonas bioclimáticas en las que se pueden contemplar ambientes tropicales, subtropicales, mediterráneos y continentales con un total de casi 150 especies diferentes.
Buena parte de ellas proceden de las singulares actuaciones que tuvieron lugar en la jardinería con motivo de la celebración de la exposición universal de 1992, por lo que vegetan especies americanas que difícilmente se podrían encontrar en otros lugares.

### Algunas especies señalizadas a lo largo del itinerario botánico
- Cinamomo
- Flor de pascua
- Limpiatubos
- Olivillo
- Escallonia
- Poinciana
- Palo verde
- Pitosporo enano
- Palo María
- Lino de Nueva Zelanda
- Palmera enana
- Filica
- Braquiquito rojo
- Palmera datilera
- Ceibo con pinchos
- Palmera de cola de pescado
- Margarita amarilla
- Chopo boleano
- Arromo blanco
- Palo borracho
- Tipuana, palo rosa
- Palmera de la suerte
- Palmito
- Palma sagu
- Cycas circinalis
- Jabonero de la china
- Vigandia
- Oreja de león
- sauzgatillo
- Madroño[11]